# Stephan Paryla
Stephan Paryla född 7 juli 1948 i Wien Österrike, österrikisk skådespelare.

## Filmografi (urval)
- 1985 - August Strindberg ett liv (TV)